# Rørup Sogn
Rørup Sogn er et sogn i Assens Provsti (Fyens Stift).
I 1800-tallet var Rørup Sogn anneks til Gelsted Sogn. Begge sogne hørte til Vends Herred i Odense Amt. Gelsted-Rørup sognekommune blev ved kommunalreformen i 1970 delt: Gelsted kom til Ejby Kommune, som ved strukturreformen i 2007 indgik i Middelfart Kommune. Og Rørup kom til Aarup Kommune, som ved strukturreformen indgik i Assens Kommune.
I Rørup Sogn ligger Rørup Kirke.
I sognet findes følgende autoriserede stednavne:
- Bremmerud (bebyggelse)
- Dybmose (bebyggelse)
- Erholm (ejerlav, landbrugsejendom)
- Etterup (bebyggelse, ejerlav)
- Gribsvad (bebyggelse, ejerlav)
- Grønnemose (bebyggelse)
- Hegnetslund (bebyggelse)
- Hækkebølle (bebyggelse, ejerlav)
- Kronborg (bebyggelse)
- Munkegårde (bebyggelse)
- Paddesølund (bebyggelse)
- Rørup (bebyggelse)
- Rørup Gyde (bebyggelse)
- Søndergårde (ejerlav, landbrugsejendom)
- Ålsbo (bebyggelse, ejerlav)